# Pizzo di Vogorno
Pizzo di Vogorno är en bergstopp i Schweiz.   Den ligger i distriktet Locarno och kantonen Ticino, i den sydöstra delen av landet, 140 km sydost om huvudstaden Bern. Toppen på Pizzo di Vogorno är 2 442 meter över havet, eller 302 meter över den omgivande terrängen. Bredden vid basen är 2,9 km.
Terrängen runt Pizzo di Vogorno är huvudsakligen mycket bergig. Närmaste större samhälle är Bellinzona, 10,9 km sydost om Pizzo di Vogorno. 
Omgivningarna runt Pizzo di Vogorno är en mosaik av jordbruksmark och naturlig växtlighet. Runt Pizzo di Vogorno är det ganska tätbefolkat, med 214 invånare per kvadratkilometer.